# Духовне єднання України

Логотип БФ Духовне єднання України

Благодійний фонд «Духовне єднання України» створений у вересні 2014. Об'єднав у собі чотири волонтерські ініціативи «Злий Єнот», «Народний Тил», «Допомога пораненим в АТО» і «КПД Волонтер».

## Цілі
Цілі фонду:
- допомога і забезпечення військових у зоні проведення АТО;
- підтримка госпіталів і допомога в лікуванні військовослужбовців;
- програма реабілітації та соціалізації бійців;
- адресна допомога сім'ям загиблих у зоні АТО;
- піклування про дітей-сиріт та інвалідів із Донецької та Луганської областей.

## Керівні органи
До складу опікунської ради входить Олександр Золотухін, учасник виборчого списку ВПО «Україна - Єдина Країна», а почесним президентом є Музика Максим, лідер ВПО «Україна - Єдина Країна».

## Діяльність
Фонд взаємодіє з МВС. Просуває ідею створення під Києвом єдиного реабілітаційного центру для бійців АТО.